# Greg Olsen
Pour les articles homonymes, voir Olsen.
(en) Statistiques sur pro-football-reference
Gregory Walter Olsen, dit Greg Olsen, né le 11 mars 1985 à Paterson, est un joueur américain de football américain. Ce tight end a joué pour 14 saisons dans la National Football League (NFL) pour les Bears de Chicago (2007 à 2010), les Panthers de la Caroline (2011 à 2019) et les Seahawks de Seattle (2020).

## Biographie

### Carrière universitaire
Il a étudié à l'université de Miami et a joué pour les Hurricanes de 2004 à 2006.

### Carrière professionnelle

#### Bears de Chicago

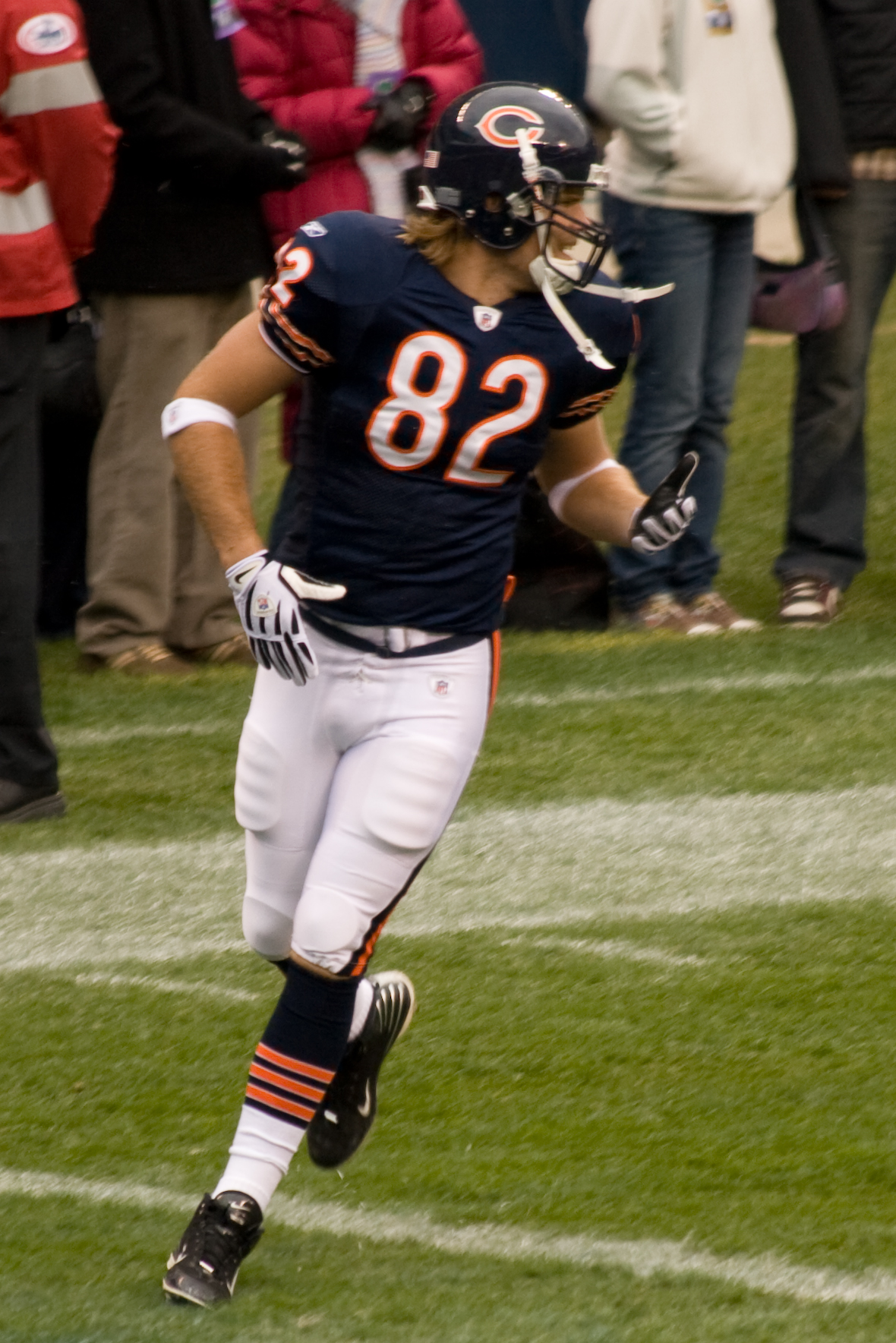
Greg Olsen avec les Bears de Chicago en 2008.

Il est sélectionné par les Bears de Chicago au premier tour, en 31e position, lors de la draft 2007 de la NFL. Il signe par la suite un contrat de cinq ans avec les Bears.
Il se blesse au genou lors du dernier match préparatoire de l'équipe, lui faisant les deux premiers matchs du calendrier régulier. Il fait ses débuts professionnels sur le terrain lors de la 3e semaine contre les Cowboys de Dallas, réceptionnant 2 passes pour 28 yards par la voie des airs. Il marque son premier touchdown dans la ligue lors de la 5e semaine contre les Packers de Green Bay après avoir réceptionné une passe de 19 yards de Brian Griese. Il attrape pour 391 yards sur 39 passes réceptionnées et marque 2 touchdowns au terme de la saison.
La saison suivante, il est plus utilisé et réceptionne pour un total de 574 yards en plus de marquer 5 touchdowns, en étant le joueur des Bears ayant réceptionné le plus de touchdowns durant la saison. 
Durant la saison 2009, il devient une des principales cibles de Jay Cutler, quarterback nouvellement acquis par les Bears, et termine pour une deuxième saison consécutive en tant que meneur de l'équipe sur les touchdowns marqués à la réception.

#### Panthers de la Caroline
Après quatre saisons avec les Bears, il est échangé en juillet 2011 aux Panthers de la Caroline contre une sélection de troisième tour pour la draft de 2012. Il signe aussitôt un nouveau contrat de 5 ans pour un montant de 24 millions de dollars avec les Panthers. 
Durant la saison 2014, il réalise sa première saison avec au moins 1 000 yards à la réception, en réceptionnant pour un total de 1 008 yards en plus de marquer 6 touchdowns, et est sélectionné pour la première fois de sa carrière au Pro Bowl.
En mars 2015, il prolonge de trois ans son contrat avec les Panthers. Il continue à s'établir comme un des meilleurs joueurs de la ligue à sa position et un des principaux receveurs du quarterback Cam Newton. Il réceptionne pour 1 104 yards sur 77 passes attrapées en plus de marquer 8 touchdowns, lui valant une deuxième sélection au Pro Bowl et une présence dans la seconde équipe-type All-Pro de la ligue. Au niveau collectif, il aide les Panthers à se rendre jusqu'au Super Bowl 50, qui se conclut par une défaite contre les Broncos de Denver.
Malgré une saison 2016 au cours de laquelle les Panthers échouent à se qualifier aux éliminatoires après leur présence au Super Bowl, Olsen devient le premier tight end de l'histoire de la NFL à réaliser trois saisons consécutives d'au moins 1 000 yards à la réception.
Il subit une blessure au pied lors de la saison 2017, qui luit fait manquer un total de neuf parties. Bien qu'étant peu ciblé par rapport à ses dernières saisons, en ne réceptionnant que 17 passes pour 191 yards, il prolonge son contrat avec les Panthers pour deux saisons supplémentaires en avril 2018.
Il est libéré par les Panthers en février 2020, après neuf saisons avec l'équipe. 

#### Seahawks de Seattle
Il signe aux Seahawks de Seattle pour un an le 18 février 2020.
Il annonce sa retraite sportive le 24 janvier 2021, après 14 saisons dans la NFL, et devient analyste pour la chaîne de télévision Fox Sports.

## Statistiques
| Année              | Équipe                  | MJ                 |     | Passes réceptionnées | Passes réceptionnées | Passes réceptionnées | Passes réceptionnées |       | Courses | Courses | Courses | Courses |  | Fumbles | Fumbles |
| Année              | Équipe                  | MJ                 | Nb. | Yards                | Moy.                 | TD                   | Nb.                  | Yards | Moy.    | TD      | Nb.     | Perdus  |  |         |         |
| 2007               | Bears de Chicago        | 14                 | 39  | 391                  | 10,0                 | 2                    | -                    | -     | -       | -       | 0       | 0       |  |         |         |
| 2008               | Bears de Chicago        | 16                 | 54  | 574                  | 10,6                 | 5                    | -                    | -     | -       | -       | 2       | 2       |  |         |         |
| 2009               | Bears de Chicago        | 16                 | 60  | 612                  | 10,2                 | 8                    | -                    | -     | -       | -       | 0       | 0       |  |         |         |
| 2010               | Bears de Chicago        | 16                 | 41  | 404                  | 9,9                  | 5                    | -                    | -     | -       | -       | 2       | 1       |  |         |         |
| 2011               | Panthers de la Caroline | 16                 | 45  | 540                  | 12                   | 5                    | -                    | -     | -       | -       | 1       | 1       |  |         |         |
| 2012               | Panthers de la Caroline | 16                 | 69  | 843                  | 12,2                 | 5                    | -                    | -     | -       | -       | 0       | 0       |  |         |         |
| 2013               | Panthers de la Caroline | 16                 | 73  | 816                  | 11,2                 | 6                    | -                    | -     | -       | -       | 0       | 0       |  |         |         |
| 2014               | Panthers de la Caroline | 16                 | 84  | 1 008                | 12                   | 6                    | -                    | -     | -       | -       | 1       | 0       |  |         |         |
| 2015               | Panthers de la Caroline | 16                 | 77  | 1 104                | 14,3                 | 7                    | -                    | -     | -       | -       | 1       | 1       |  |         |         |
| 2016               | Panthers de la Caroline | 16                 | 80  | 1 073                | 13,4                 | 3                    | -                    | -     | -       | -       | 0       | 0       |  |         |         |
| 2017               | Panthers de la Caroline | 7                  | 17  | 191                  | 11,2                 | 1                    | -                    | -     | -       | -       | 0       | 0       |  |         |         |
| 2018               | Panthers de la Caroline | 9                  | 27  | 291                  | 10,8                 | 4                    | -                    | -     | -       | -       | 0       | 0       |  |         |         |
| 2019               | Panthers de la Caroline | 14                 | 52  | 597                  | 11,5                 | 2                    | -                    | -     | -       | -       | 0       | 0       |  |         |         |
| 2020               | Seahawks de Seattle     | 11                 | 24  | 239                  | 10                   | 1                    | -                    | -     | -       | -       | 0       | 0       |  |         |         |
| Totaux en carrière | Totaux en carrière      | Totaux en carrière | 742 | 8 683                | 11,7                 | 60                   | -                    | -     | -       | -       | 7       | 5       |  |         |         |